# Сент-Чарльз (тауншип, Миннесота)
Сент-Чарльз (англ. St. Charles) — тауншип в округе Уинона, Миннесота, США. На 2000 год его население составило 610 человек.

## География
По данным Бюро переписи населения США площадь тауншипа составляет 83,7 км², из которых 83,7 км² занимает суша, водоёмов нет.

## Демография
По данным переписи населения 2000 года здесь находились 610 человек, 191 домохозяйство и 158 семей.  Плотность населения —  7,3 чел./км².  На территории тауншипа расположено 198 построек со средней плотностью 2,4 построек на один квадратный километр. Расовый состав населения: 98,52 % белых, 0,33 % коренных американцев, 0,16 % азиатов, 0,33 % — других рас США и 0,66 % приходится на две или более других рас. Испанцы или латиноамериканцы любой расы составляли 1,31 % от популяции тауншипа.
Из 191 домохозяйства в 46,6 % воспитывались дети до 18 лет, в 76,4 % проживали супружеские пары, в 4,7 % проживали незамужние женщины и в 16,8 % домохозяйств проживали несемейные люди. 13,6 % домохозяйств состояли из одного человека, при том 5,2 % из — одиноких пожилых людей старше 65 лет. Средний размер домохозяйства — 3,19, а семьи — 3,57 человека.
35,6 % населения — младше 18 лет, 8,2 % — в возрасте от 18 до 24 лет, 24,9 % — от 25 до 44, 23,8 % — от 45 до 64, и 7,5 % — старше 65 лет. Средний возраст — 33 года. На каждые 100 женщин приходилось 100,7 мужчин.  На каждые 100 женщин старше 18 приходилось 97,5 мужчин.
Средний годовой доход домохозяйства составлял 51 250 долларов, а средний годовой доход семьи —  60 000 долларов. Средний доход мужчин —  30 982  доллара, в то время как у женщин — 26 023. Доход на душу населения составил 16 209 долларов. За чертой бедности находились 9,9 % семей и 14,8 % всего населения тауншипа, из которых 22,8 % младше 18 и 9,3 % старше 65 лет.